# اطلس‌گس
اطلس‌گس (انگلیسی: AltaGas) شرکت گاز کانادایی است، که در سال ۱۹۹۴ تأسیس شد.